# Ворона низинна
Ворона карибська (Corvus culminatus) — вид горобцеподібних птахів родини воронових (Corvidae).

## Поширення
Вид поширений в Індії, Бангладеш, Шрі-Ланці та на півдні Непалу. Ареал проживання цих птахів представлений регіонами мусонних лісів і джунглів з наявністю галявин і більш-менш великих відкритих територій.

## Опис
Великий птах, завдовжки 46–55 см, вагою 450–1000 г. Це міцні та стрункі на вигляд птахи з невеликою округлою головою з довгим і міцним конічним дзьобом і верхньою щелепою, злегка вигнутою вниз у дистальній частині. Шия міцна, крила довгі, ноги міцні й довгі, а хвіст довгий і з квадратним кінчиком. Оперення повністю чорне, блискуче й оксамитове. По всьому тілу, але особливо на голові, крилах і хвості, є металеві відблисики фіолетового кольору, чітко помітні, коли тварина знаходиться під прямим світлом. Дзьоб і ноги чорні, очі темно-карі.

## Спосіб життя
Живуть зграями, які в умовах достатньої наявності їжі також досягають великої чисельності. Протягом дня зграї, як правило, діляться на менші загони, в основному представлені парами або сімейними групами, які займаються пошуком їжі. Однак пізно вдень різні групи сходяться до місць відпочинку на деревах, де різні особини проводять багато часу, спілкуючись один з одним, перш ніж знайти притулок у густій деревній рослинності. 
Всеїдний птах, який харчується практично всім, що може знайти під час пошуку їжі. Раціон цих ворон в основному складається з продуктів тваринного походження, таких як яйця та пташенята, знайдені під час розграбування гнізд інших видів птахів, комах та інших безхребетних (а також їхніх личинок), дрібних ссавців, рептилій та земноводних, а також трупів. Однак, хоча і більш спорадично, вони не гребують харчуватися продуктами рослинного походження, такими як насіння, зерно, ягоди та стиглі фрукти. Крім того, ворона в індійських джунглях досить добре пристосувалася до зростаючої антропізації свого ареалу, отримуючи користь від великої кількості їжі у формі відходів, доступних в приміських і міських умовах.